# Championnat de Saint-Christophe-et-Niévès de football 2016-2017
Navigation
Saison précédente Saison suivante
La saison 2016-2017 du Championnat de Saint-Christophe-et-Niévès de football est la cinquante-quatrième édition de la Premier League, le championnat de première division à Saint-Christophe-et-Niévès. Les dix formations de l'élite sont réunies au sein d'une poule unique où elles s'affrontent trois fois au cours de la saison. À l'issue du championnat, les quatre premiers se qualifient pour la phase finale tandis que les deux derniers sont relégués, le barrage de promotion-relégation étant supprimé. Lors de la phase finale, les quatre clubs qualifiés s'affrontent une fois puis les deux premiers jouent la finale pour le titre, en deux matchs gagnants. 
C'est le club de Cayon Rockets, tenant du titre, qui remporte à nouveau la compétition cette saison après avoir battu Garden Hotspurs lors de la finale nationale. Il s’agit du troisième titre de champion de Saint-Christophe-et-Niévès de l'histoire du club.

## Les clubs participants
- Village Superstars
- Garden Hotspurs
- United Old Road Jets - Promu de Second Division
- Caribbean Stars Conaree FC
- St Peter's FC
- Newtown United
- St. Paul's United FC
- Cayon Rockets
- SPD United FC
- Sandy Point FC - Promu de Second Division

## Compétition
Le barème de points servant à établir le classement se décompose ainsi :
- Victoire : 3 points
- Match nul : 1 point
- Défaite : 0 point

### Phase régulière
| Rang | Équipe                     | Pts | J  | G  | N  | P  | Bp | Bc  | Diff |
| ---- | -------------------------- | --- | -- | -- | -- | -- | -- | --- | ---- |
| 1    | St. Paul's United FC       | 58  | 27 | 18 | 4  | 5  | 55 | 15  | +40  |
| 2    | Cayon RocketsT             | 54  | 27 | 16 | 6  | 5  | 44 | 18  | +26  |
| 3    | Garden Hotspurs FC         | 53  | 27 | 15 | 8  | 4  | 60 | 30  | +30  |
| 4    | Village SuperstarsC        | 47  | 27 | 14 | 5  | 8  | 71 | 33  | +38  |
| 5    | Caribbean Stars Conaree FC | 46  | 27 | 13 | 7  | 7  | 44 | 30  | +14  |
| 6    | Newtown United             | 43  | 27 | 11 | 10 | 6  | 57 | 23  | +34  |
| 7    | St Peter's FC              | 33  | 27 | 10 | 3  | 14 | 41 | 41  | 0    |
| 8    | SPD United                 | 21  | 27 | 5  | 6  | 16 | 31 | 43  | -12  |
| 9    | United Old Road JetsP      | 21  | 27 | 6  | 3  | 18 | 17 | 45  | -28  |
| 10   | Sandy Point FCP            | 3   | 27 | 1  | 0  | 26 | 8  | 150 | -142 |

|  | Qualification pour la phase finale                                                   |
|  | Relégation directe en Second Division                                                |
|  | T : Tenant du titre C : Vainqueur de la Coupe nationale P : Promu de Second Division |

### Phase finale
| Rang | Équipe               | Pts | J | G | N | P | Bp | Bc | Diff |  | Résultats (▼ dom., ► ext.) | Cay | Gar | SPa | Vil |
| ---- | -------------------- | --- | - | - | - | - | -- | -- | ---- |  | -------------------------- | --- | --- | --- | --- |
| 1    | Cayon RocketsT       | 9   | 3 | 3 | 0 | 0 | 7  | 1  | +6   |  | Cayon RocketsT             |     | 1-0 | 2-1 | 4-0 |
| 2    | Garden Hotspurs FC   | 4   | 3 | 1 | 1 | 1 | 5  | 2  | +3   |  | Garden Hotspurs FC         |     |     | 0-0 | 5-1 |
| 3    | St. Paul's United FC | 4   | 3 | 1 | 1 | 1 | 2  | 2  | 0    |  | St. Paul's United FC       |     |     |     | 1-0 |
| 4    | Village SuperstarsC  | 0   | 3 | 0 | 0 | 3 | 1  | 10 | -9   |  | Village SuperstarsC        |     |     |     |     |

|  | Qualification pour la finale                            |
|  | T : Tenant du titre C : Vainqueur de la Coupe nationale |

### Finale nationale
La finale se joue en deux rencontres gagnantes. Les rencontres se disputent au Warner Park de Basseterre.
| Équipe 1           | Résultat | Équipe 2           |
| ------------------ | -------- | ------------------ |
| Garden Hotspurs FC | 0 - 2    | Cayon Rockets      |
| Cayon Rockets      | 1 - 0    | Garden Hotspurs FC |

- Cayon Rockets remporte la série deux victoires à zéro et est sacré champion.

## Bilan de la saison
| Championnat de Saint-Christophe-et-Niévès de football 2016-2017 |                          |
| Champion                                                        | Cayon Rockets (3e titre) |
| Coupes et trophées                                              |                          |
| Vainqueur de la Coupe de Saint-Christophe-et-Niévès 2016-2017   | Village Superstars       |
| Qualifications continentales                                    |                          |
| Championnat des clubs caribéens de la CONCACAF 2018             | Cayon Rockets            |
| Promotions et relégations                                       |                          |
| Promus en Premier League                                        | St Thomas Trinity United |
| Promus en Premier League                                        | Dieppe Bay Eagles FC     |
| Relégués en Second Division                                     | United Old Road Jets     |
| Relégués en Second Division                                     | Sandy Point FC           |